# Château de Chanteloup (Manche)
Pour les articles homonymes, voir Château de Chanteloup.
Le château de Chanteloup est un ancien château fort, du XIe siècle, remanié aux XIVe, XVe et XVIe siècles, qui se dresse dans le Centre-Manche sur le territoire de la commune française de Chanteloup, dans le département de la Manche, en région Normandie. L'édifice est totalement protégé au titre des monuments historiques.

## Localisation
Le château est situé, à 600 mètres au sud de l'église Saint-Pierre, sur la commune de Chanteloup, dans le département français de la Manche. Il aurait permis de surveiller le havre de la Vanlée, proche, permettant des incursions côtières.

## Historique
Le manoir est mentionné pour la première fois en 1022 dans une charte souscrite au profit de l'abbaye du Mont-Saint-Michel, et aurait été bâti par un seigneur de Chanteloup, compagnon de Guillaume le Conquérant, et qui avait obtenu des biens dans les comtés de Dorset, Hereford et Worcester,.
Il est la propriété de la famille de Chanteloup qui s'allia à la famille Paynel, quand Agnès de Chanteloup épouse en 1286 Foulques III Paynel. Au début du XVe siècle, Foulque IV Paynel, baron de Hambye et de Bricquebec, seigneur de Chanteloup, de Moyon, de Créances, d'Apilly (Saint-Senier-sous-Avranches), du Merlerault et de Gacé, est un puissant seigneur de Normandie, chevalier banneret qui regroupe sous ses armes, quatre bacheliers et de dix à quatorze écuyers. Son frère Nicole Paynel lui succédera, dont la fille, Jeanne Paynel, dernière héritière de la branche du Cotentin, apportera en dot le château de Chanteloup, à la suite de son mariage vers 1413-1414, à Louis d'Estouteville, son cousin, le défenseur du Mont-Saint-Michel lors de l'assaut anglais de 1434, date à laquelle il est en possession du château qui lui avait été confisqué par les Anglais en 1418 et qu'ils conserveront jusqu'en 1449 et sa reprise par le connétable de Richemont, avec ceux de Moyon, Hambye et Bricquebec. Des chasseurs de primes anglais ont pu utiliser le château en 1432 pour retenir des résistants. Louis fit réparer le donjon et l'enceinte, malmené lors de la guerre de Cent Ans. Antoine d'Estouteville, châtelain de Chanteloup de 1517 à 1556, abandonna l'antique château, vers 1536, pour un nouveau corps de logis ajouté à l'ancien château médiéval qu'il occupa avec son épouse, Isabeau de Carbonnel, fille du seigneur de Cérences, dont les initiales apparaissent sur la façade. En 1594, le château soutint un siège contre les Ligueurs.
Vers 1655, le château est acquis par Jean de Montgomery qui complète les habitations.
Lorsque survint la Révolution, une dame Duprey jugea prudent d'arasé le donjon au niveau du second étage, ainsi que les deux tours encadrant la poterne, de supprimer le pont-levis et de briser les écussons.

## Description
L'assiette polygonal du château originel est encore entourée de ses douves. On pénètre à l'intérieur de la cour, côté ouest, par un petit pont dormant à deux arches qui a remplacé un pont-levis à bascule et à flèches, dont il subsiste les profondes saignées pratiquées sur la façade du châtelet d'entrée flanqué de deux tours rondes, arasé à la Révolution. Dans la cour, sur la droite (au sud) se dresse les vestiges du donjon quadrangulaire du XIVe, remanié à la fin du XVe siècle, également partiellement arasé à la Révolution. Ce donjon, serait, avec ceux de Saint-Sauveur et de Regnéville, l'un des plus anciens de la Manche. Chaumeil, historien local, a prétendu que son sommet était crénelé et haut de cinq étages, comme celui de Bricquebec, avec une hauteur d'une trentaine de mètres comportant une salle basse voûtée puis quatre étages, le dernier a disparu. De nos jours, il est conservé sur trois étages et une vingtaine de mètres. Il est flanqué d'un escalier qui faisait communiquer le donjon et la courtine. À l'est, un logis, entièrement refait au début du XVIe siècle, est flanqué dans son angle nord d'une grosse tour cylindrique contemporaine du donjon. Celle-ci, couronnée de mâchicoulis et équipée de meurtrières flanquait l'enceinte à l'extérieur.
Le château actuel, construit en granit en 1536, peut être attribué à la première Renaissance, comme le suggère son ornementation sculptée : pilastres à rinceaux, candélabres, épis fuselé, frises ornés de médaillons ou de cartouches, grands panneaux à losanges garnis de feuilles, animaux fantastiques. Il est à rapprocher du château de Lasson, près de Caen, bâti lui aussi en 1520, et qui présente la même décoration. Comme à Lasson, les deux portails, à droite, à larges tympan semi-circulaires, et à gauche une porte à tabernacle sont un rappel de l'architecture religieuse.

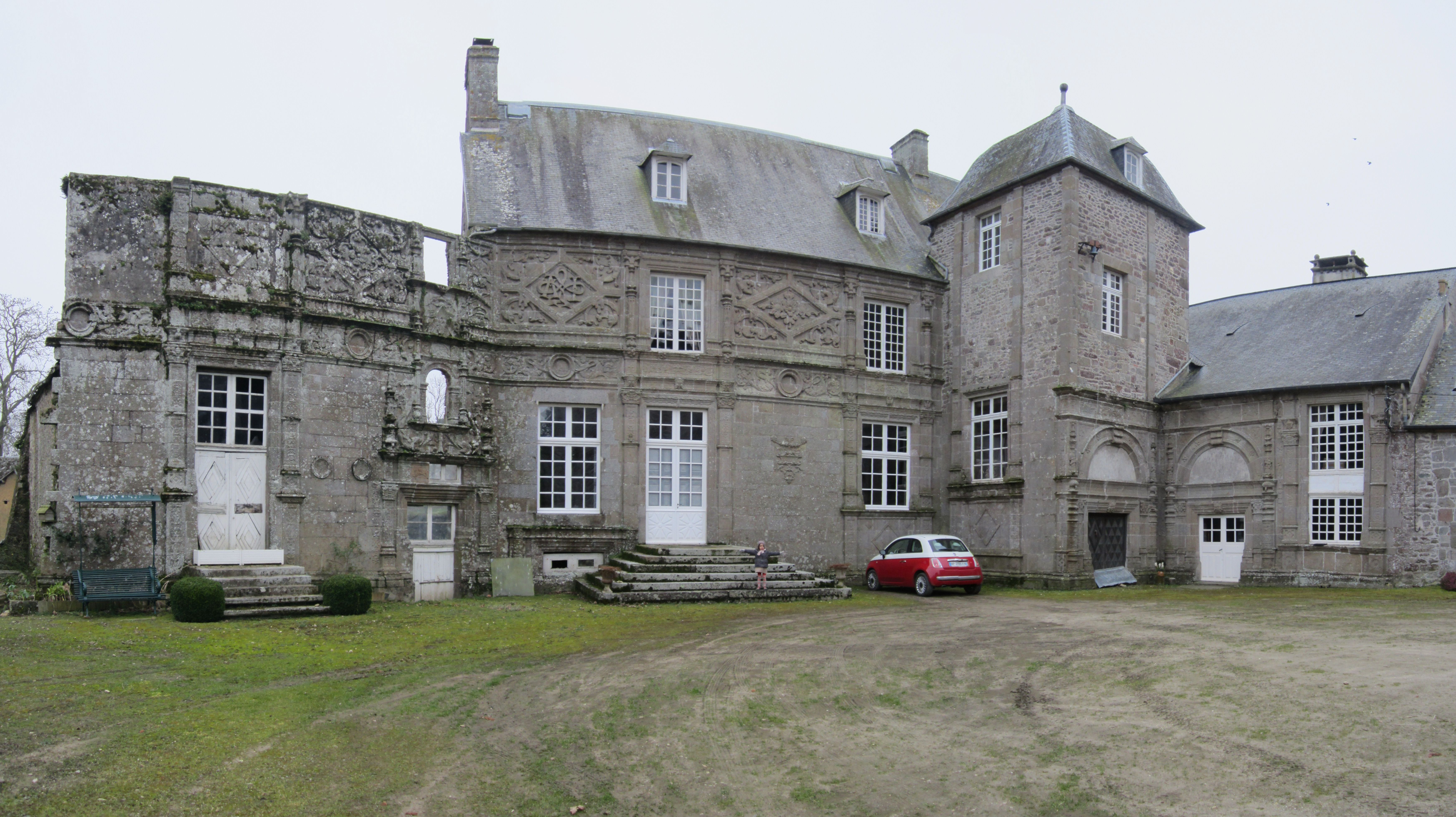
Le logis Renaissance.
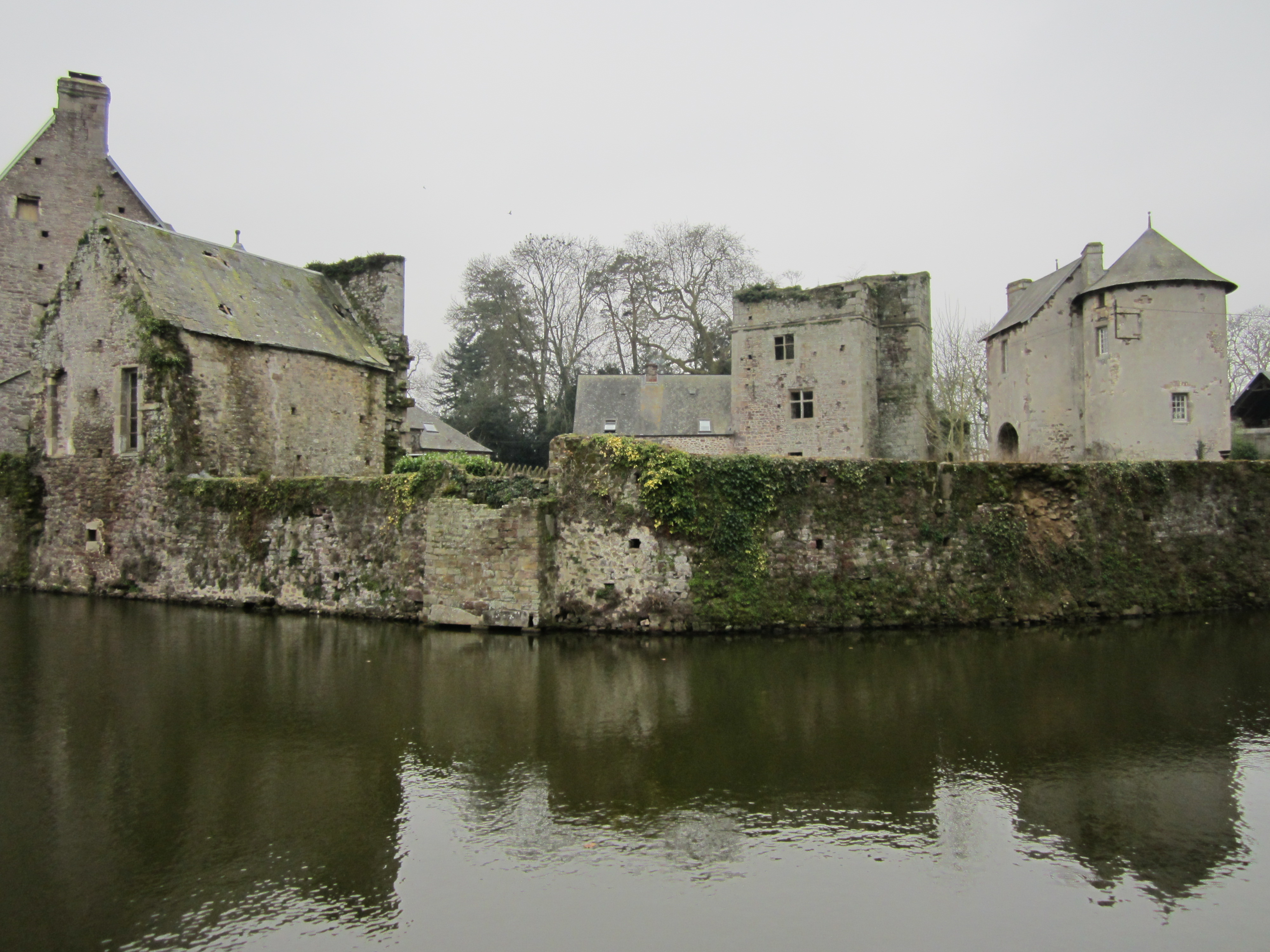
Vue du nord-est.

## Protection
Au titre des monuments historiques :
- le château sauf les parties classées, est inscrit par arrêté du 16 mai 1929 ;
- les façades et toitures de la partie Renaissance et la porte de la grande salle avec ses vantaux peints sont classés par arrêté du 27 septembre 1975.

## Possesseurs successifs
- Famille de Chanteloup
  - Agnès de Chanteloup (1286)
- Famille Paynel
  - Foulque III Paynel (époux de la précédente)
  - Foulque IV Paynel
  - Nicol Paynel (frère du précédent)
  - Jeanne Paynel (fille du précédent)
- Famille d'Estouteville
  - Louis d'Estouteville (1413) (époux de la précédente)
  - Antoine d'Estouteville
- Jean de Montgomery
- Famille d'Amelot de Chaillou
- Pierre Duprey (1790)
- Famille de Witasse Thézy